# Daisuke Tanaka
Daisuke Tanaka (japanisch 田中 大輔 Tanaka Daisuke; * 6. Januar 1983 in der Präfektur Shiga) ist ein ehemaliger japanischer Fußballspieler.

## Karriere
Tanaka erlernte das Fußballspielen in der Schulmannschaft der Yasu High School. Seinen ersten Vertrag unterschrieb er 2001 bei Shimizu S-Pulse. Der Verein spielte in der höchsten Liga des Landes, der J1 League. 2004 wechselte er zum Drittligisten Otsuka Pharmaceutical (heute: Tokushima Vortis). 2004 wurde er mit dem Verein Meister der Japan Football League und stieg in die J2 League auf. Danach spielte er bei FC Gifu und MIO Biwako Kusatsu. Ende 2010 beendete er seine Karriere als Fußballspieler.

## Erfolge
Shimizu S-Pulse
- Kaiserpokal

Sieger: 2001